# Орден Сельскохозяйственных заслуг (Сенегал)
Орден Сельскохозяйственных заслуг (фр. L'Ordre du Mérite agricole) — пятая по значимости награда Сенегала.

## История
Орден Сельскохозяйственных заслуг учреждён Законом № 82-600 от 7 августа 1982 года.

## Описание
Орден состоит из трёх степеней:
| Командор | Офицер | Кавалер |

Лента синего цвета с темно-бордовой полосой в центре и зелеными краями.